# B1950.0
În astronomie, expresia B1950.0 desemnează o epocă, care era frecvent folosită în cursul secolului al XX-lea pentru definirea coordonatelor ascensiei drepte și declinației. Un mare număr de lucrări produce între anii 1920 și 1984 au folosit această epocă. De exemplu, desemnarea pulsarilor a folosit la început epoca B1950.0 pentru repertorierea pulsarilor prin coordonatele lor. Epoca corespondentă era exprimată în termenii de an besselian, după cum mărturisește inițiala „B” din numele său. Această epocă a fost abandonată în 1984, în profitul epocii J2000.0.